# Zumunta Athletic Club
El Zumunta Athletic Club és un club de futbol de la ciutat de Niamey, al Níger.

## Palmarès
- Lliga nigerina de futbol:[2]

1985, 1988, 1993
- Copa nigerina de futbol:[3]

1994